# Clitòmac de Tebes
Clitòmac (Cleitomachus, Kleitomakhos, Κλειτόμαχος) fou un atleta tebà les victòries del qual són recordades per Pausànies. Va guanyar un triomf a l'olimpíada del 216 aC al pancration. El metge Claudi Elià esmenta la cura que tenia en el seu entrenament.